# ژو می (بدمینتون‌باز)
ژو می (انگلیسی: Zhou Mi؛ زادهٔ ۱۸ فوریهٔ ۱۹۷۹) بدمینتون‌باز اهل چین است.